# Campionati del mondo Ironman del 2006
L'edizione dei Campionati del Mondo di Ironman del 2006 si è tenuta a Kailua-Kona, Hawaii.
Tra gli uomini ha vinto - per la seconda volta dopo l'edizione del 2004 - il tedesco Normann Stadler, mentre tra le donne si è laureata campionessa del mondo "ironman" l'australiana Michellie Jones.
Si è trattata della 30ª edizione dei campionati mondiali di ironman, che si tengono annualmente dal 1978 con una competizione addizionale che si è svolta nel 1982. I campionati sono organizzati dalla World Triathlon Corporation (WTC).

## Ironman Hawaii - Classifica

### Uomini
| Pos. | Tempo   | Nome                | Paese           | Ripartizione tempi | Ripartizione tempi | Ripartizione tempi | Ripartizione tempi | Ripartizione tempi |
| Pos. | Tempo   | Nome                | Paese           | Nuoto              | T1                 | Bici               | T2                 | Corsa              |
| ---- | ------- | ------------------- | --------------- | ------------------ | ------------------ | ------------------ | ------------------ | ------------------ |
|      | 8:11:56 | Normann Stadler     | Germania        | 54:05              | 2:07               | 4:18:23            | 2:20               | 2:55:03            |
|      | 8:13:07 | Chris McCormack     | Australia       | 53:51              | 1:51               | 4:29:24            | 2:02               | 2:46:02            |
|      | 8:19:04 | Faris Al-Sultan     | Germania        | 53:36              | 2:04               | 4:29:37            | 3:05               | 2:50:44            |
| 4    | 8:21:04 | Rutger Beke         | Belgio          | 54:35              | 2:13               | 4:33:33            | 2:30               | 2:48:16            |
| 5    | 8:22:28 | Eneko Llanos        | Spagna          | 53:45              | 2:02               | 4:29:26            | 2:18               | 2:55:00            |
| 6    | 8:24:17 | Marino Vanhoenacker | Belgio          | 54:04              | 1:55               | 4:29:13            | 2:07               | 2:56:59            |
| 7    | 8:24:26 | Luke Bell           | Australia       | 53:57              | 1:44               | 4:29:34            | 2:17               | 2:56:55            |
| 8    | 8:25:22 | Cameron Brown       | Nuova Zelanda   | 53:55              | 1:52               | 4:29:26            | 2:06               | 2:58:05            |
| 9    | 8:27:37 | Chris Lieto         | Stati Uniti     | 53:48              | 2:13               | 4:25:35            | 3:16               | 3:02:47            |
| 10   | 8:28:13 | Patrick Vernay      | Nuova Caledonia | 54:36              | 2:00               | 4:36:12            | 2:39               | 2:52:48            |

### Donne
| Pos. | Tempo   | Nome             | Paese         | Ripartizione tempi | Ripartizione tempi | Ripartizione tempi | Ripartizione tempi | Ripartizione tempi |
| Pos. | Tempo   | Nome             | Paese         | Nuoto              | T1                 | Bici               | T2                 | Corsa              |
| ---- | ------- | ---------------- | ------------- | ------------------ | ------------------ | ------------------ | ------------------ | ------------------ |
|      | 9:18:31 | Michellie Jones  | Stati Uniti   | 54:29              | 1:59               | 5:06:09            | 2:48               | 3:13:08            |
|      | 9:24:02 | Desiree Ficker   | Stati Uniti   | 1:01:46            | 2:08               | 5:05:06            | 3:14               | 3:11:50            |
|      | 9:25:18 | Lisa Bentley     | Canada        | 1:01:31            | 1:53               | 5:10:32            | 2:30               | 3:08:54            |
| 4    | 9:27:24 | Gina Kehr        | Stati Uniti   | 54:02              | 2:11               | 5:16:11            | 2:33               | 3:12:29            |
| 5    | 9:30:22 | Katherine Allen  | Austria       | 59:48              | 2:20               | 5:10:34            | 2:51               | 3:14:51            |
| 6    | 9:31:53 | Kate Major       | Stati Uniti   | 1:01:34            | 2:17               | 5:08:24            | 1:54               | 3:17:46            |
| 7    | 9:32:48 | Joanna Lawn      | Nuova Zelanda | 59:48              | 2:03               | 5:10:20            | 2:22               | 3:18:17            |
| 8    | 9:35:48 | Belinda Granger  | Australia     | 59:44              | 2:13               | 5:01:45            | 6:18               | 3:25:50            |
| 9    | 9:38:22 | Melissa Ashton   | Australia     | 59:46              | 2:06               | 5:10:42            | 3:13               | 3:22:37            |
| 10   | 9:38:52 | Natascha Badmann | Svizzera      | 1:06:43            | 2:26               | 4:59:04            | 2:47               | 3:27:54            |

## Gare di qualifica
Per partecipare all'Ironman Hawaii del 2006, gli atleti hanno dovuto conquistare una delle qualifiche messe in palio nelle competizioni mondiali di Ironman e in alcune gare Ironman 70.3, opportunamente selezionate. Un certo numero di slot è stato messo a disposizione dei residenti alle Hawaii o attraverso una lotteria. Inoltre, la World Triathlon Corporation ha invitato direttamente alcuni triatleti.
La serie di gare Ironman nel 2006 ha incluso 19 competizioni, oltre alla gara dei Campionati del mondo dell'anno precedente (2005). Quest’ultima ha messo a disposizione un certo numero di slot per i Campionati del mondo dell'anno 2006.
La serie è iniziata con l'Ironman Wisconsin, che si è tenuto il 10 settembre 2005.

## Ironman - Risultati della serie

### Uomini
| Evento                | Oro                 | Tempo   | Argento                | Tempo   | Bronzo           | Tempo   |
| Wisconsin             | Andriy Yastrebov    | 9:01:34 | Pete Jacobs            | 9:06:47 | Bernd Eichhorn   | 9:08:46 |
| Hawaii 2006           | Faris Al-Sultan     | 8:14:17 | Cameron Brown          | 8:19:36 | Peter Reid       | 8:20:04 |
| Florida               | Marino Vanhoenacker | 8:28:26 | Steffen Liebetrau      | 8:33:51 | Markus Fachbach  | 8:41:22 |
| Australia Occidentale | Mitchell Anderson   | 8:27:36 | Eneko Llanos           | 8:31:41 | Mathias Hecht    | 8:32:16 |
| Malaysia              | Jason Shortis       | 8:36:33 | Chris Lieto            | 8:50:51 | Bryan Rhodes     | 8:52:59 |
| New Zealand           | Ainalar Juhanson    | 3:31:05 | Cameron Brown          | 3:31:44 | Andrew Young     | 3:44:18 |
| Sudafrica             |                     |         |                        |         |                  |         |
| Australia             | Chris Mccormack     | 8:20:42 | Vernay Patrick         | 8:27:30 | Jason Shortis    | 8:36:09 |
| Arizona               | Michael Lovato      | 8:20:56 | Spencer Smith          | 8:22:56 | Timothy Deboom   | 8:27:39 |
| Lanzarote             | Ain-Alar Juhanson   | 8:54:14 | Steffen Marc Liebetrau | 8:56:33 | Gerrit Schellens | 9:01:07 |
| Japan                 | Chris Lieto         | 8:43:20 | Petr Vabrousek         | 8:44:22 | Byung-Hoon Park  | 8:55:24 |
| Brazil                | Oscar Galindez      | 8:15:18 | Luke Bell              | 8:15:47 | Olaf Sabatschus  | 8:25:28 |
| Coeur d'Alene         | Chris Hauth         | 9:07:05 | Michael Gordon         | 9:20:52 | Andrew Johnson   | 9:23:43 |
| France                | Marcel Zamora Perez | 8:33:55 | Hervé Faure            | 8:36:03 | François Chabaud | 8:53:09 |
| Switzerland           | Stefan Riesen       | 8:16:50 | Mathias Hecht          | 8:26:01 | Gerrit Schellens | 8:30:01 |
| Austria               | Marino Vanhoenacker | 8:07:59 | Hektor Llanos          | 8:13:43 | Eneko Llanos     | 8:15:11 |
| Germany               | Cameron Brown       | 8:13:39 | Timo Bracht            | 8:17:32 | Frank Vytrisal   | 8:24:36 |
| Lake Placid           | Victor Zyemtsev     | 8:38:18 | Tom Evans              | 8:39:12 | Rutger Beke      | 8:46:44 |
| UK                    | Frank Heldoorn      | 8:36:38 | Clas Björling          | 8:40:34 | Jim Beuselinck   | 8:46:35 |
| Canada                | Jasper Blake        | 8:33:58 | Courtney Ogden         | 8:47:46 | Gordo Byrn       | 8:51:23 |

### Donne
| Evento                | Oro                  | Tempo    | Argento               | Tempo    | Bronzo              | Tempo    |
| Wisconsin             | Ute Mueckel          | 10:11:22 | Lauren Jensen         | 10:18:30 | Heather Haviland    | 10:24:21 |
| Hawaii 2006           | Natascha Badmann     | 9:09:30  | Michellie Jones       | 9:11:51  | Kate Major          | 9:12:39  |
| Florida               | Bella Comerford      | 9:33:09  | Sibylle Matter        | 9:36:45  | Gabriela Loskotova  | 9:42:29  |
| Australia Occidentale | Angela Milne         | 9:31:32  | Charlotte Paul        | 9:47:28  | Marilyn Macdonald   | 9:56:51  |
| Malaysia              | Sonja Tajsich        | 10:08:13 | Zsuzsanna Harsanyi    | 10:16:24 | Charlotte Paul      | 10:30:44 |
| New Zealand           | Joanna Lawn          | 4:10:32  | Karyn Ballance        | 4:14:32  | Sarah Fien          | 4:16:26  |
| Sudafrica             |                      |          |                       |          |                     |          |
| Australia             | Lisa Bentley         | 9:19:44  | Belinda Granger       | 9:30:30  | Melissa Ashton      | 9:36:22  |
| Arizona               | Michellie Jones      | 9:12:53  | Heather Gollnick      | 9:33:25  | Hillary Biscay      | 9:43:36  |
| Lanzarote             | Karin Thuerig        | 9:52:45  | Tiina Boman           | 10:16:44 | Heleen Bij De Vaate | 10:23:07 |
| Japan                 | Heather Fuhr         | 9:49:17  | Sarah M. Fien         | 10:04:36 | Angelam. Milne      | 10:10:18 |
| Brazil                | Lisbeth Kristensen   | 9:20:46  | Barbara Buenahora     | 9:29:35  | Hillary Biscay      | 9:34:18  |
| Coeur d'Alene         | Joanna Zeiger        | 9:31:07  | Heather Gollnick      | 9:36:39  | Kate Major          | 9:41:18  |
| France                | Edith Niederfriniger | 9:56:31  | Mariska Kramer-Postma | 10:04:19 | Martina Dogana      | 10:13:58 |
| Switzerland           | Rebecca Preston      | 9:24:18  | Nicole Klingler       | 9:36:18  | Michaela Giger      | 9:53:47  |
| Austria               | Rebecca Preston      | 9:12:09  | Lori Bowden           | 9:14:59  | Veronika Hauke      | 9:28:56  |
| Germany               | Andrea Brede         | 9:16:17  | Nina Eggert           | 9:24:08  | Lisbeth Kristensen  | 9:24:31  |
| Lake Placid           | Molly Zahr           | 10:11:35 | Darlene Hall          | 10:15:12 | Leslie Myers        | 10:32:49 |
| UK                    | Dede Griesbauer      | 9:37:45  | Nicole Klingler       | 9:52:26  | Kristy Gough        | 10:09:34 |
| Canada                | Belinda Granger      | 9:25:13  | Lisa Bentley          | 9:28:18  | Lori-Lynn Leach     | 10:09:23 |

## Calendario competizioni
| Progr. | Data              | Evento                        | Sede                                 | Nazione       |
| ------ | ----------------- | ----------------------------- | ------------------------------------ | ------------- |
| 1      | 10 settembre 2005 | Ironman Wisconsin             | Madison, Wisconsin                   | Stati Uniti   |
| 2      | 15 ottobre 2005   | Ironman Hawaii                | Kailua-Kona, Hawaii                  | Stati Uniti   |
| 3      | 5 novembre 2005   | Ironman Florida               | Panama City Beach, Florida           | Stati Uniti   |
| 4      | 27 novembre 2005  | Ironman Australia Occidentale | Busselton, Australia Occidentale     | Australia     |
| 5      | 26 febbraio 2006  | Ironman Malaysia              | Langkawi                             | Malaysia      |
| 6      | 4 marzo 2006      | Ironman New Zealand           | Taupo                                | Nuova Zelanda |
| 8      | 20 marzo 2006     | Ironman Sudafrica             | Port Elizabeth                       | Sudafrica     |
| 7      | 2 aprile 2006     | Ironman Australia             | Port Macquarie, Nuovo Galles del Sud | Australia     |
| 9      | 9 aprile 2006     | Ironman Arizona               | Tempe, Arizona                       | Stati Uniti   |
| 10     | 20 maggio 2006    | Ironman Lanzarote             | Puerto del Carmen, Lanzarote         | Spagna        |
| 11     | 27 maggio 2006    | Ironman Japan                 | Lago Tōya                            | Giappone      |
| 12     | 28 maggio 2006    | Ironman Brazil                | Florianópolis                        | Brasile       |
| 13     | 24 giugno 2006    | Ironman Coeur d'Alene         | Coeur d'Alene, Idaho                 | Stati Uniti   |
| 14     | 25 giugno 2006    | Ironman France                | Nizza                                | Francia       |
| 15     | 1 luglio 2006     | Ironman Switzerland           | Zurigo                               | Svizzera      |
| 16     | 16 luglio 2006    | Ironman Austria               | Klagenfurt                           | Austria       |
| 17     | 22 luglio 2006    | Ironman Germany               | Francoforte                          | Germania      |
| 18     | 22 luglio 2006    | Ironman Lake Placid           | Lake Placid, New York                | Stati Uniti   |
| 19     | 20 agosto 2006    | Ironman UK                    | Bolton, Greater Manchester           | Regno Unito   |
| 20     | 27 agosto 2006    | Ironman Canada                | Penticton, Columbia Britannica       | Canada        |